# Pierre Rouché
Pierre Rouché dit Jacob (1751 - 1807) est un général de division de la Révolution française.

## Biographie
Né le 25 octobre 1751 à Mazamet (Tarn), Pierre Rouché entre en service dans l'armée en 1770.
Il est nommé lieutenant-colonel le 21 avril 1793 au 2e bataillon de volontaires du Tarn,  ce dernier étant affecté à l’armée des Pyrénées occidentales. Le 21 octobre 1793, à Saint-Jean-de-Luz, il repousse victorieusement les espagnols à la tête de ses grenadiers.
Il est promu au grade de général de division le 14 avril 1794. Il commande alors le centre de l’armée des Pyrénées occidentales. Néanmoins, il est rétrogradé au grade de général de brigade le 8 juin 1794. Le 23 juin suivant, il commande une division à Saint-Jean-Pied-de-Port, mais il est démis de ses fonctions par les députés Arnaud Meillan et Guillaume Chaudron-Rousseau, le 12 juin 1795, pour raison d'incompétence.
Le 13 juin 1795, il n’est pas inclus dans la réorganisation des états-majors, et il est mis en congé de réforme le 24 décembre 1795.
Il meurt finalement le 4 décembre 1807, en un lieu inconnu.

## Sources
- (en) « Generals Who Served in the French Army during the Period 1789 - 1814: Eberle to Exelmans »
- Étienne Charavay, Correspondance général de Carnot, tome 3, imprimerie Nationale, 1897, p. 394.
- Charles Théodore Beauvais et Vincent Parisot, Victoires, conquêtes, revers et guerres civiles des Français, depuis les Gaulois jusqu’en 1792, tome 26, C.L.F Panckoucke, janvier 1822, 414 p. (lire en ligne), p. 171.
- (pl) « Napoléon.org.pl »